# Toretzia
Toretzia ist eine ausgestorbene Samenpflanze der Familie Umaltolepidiaceae und ein Verwandter des Ginkgo. 

## Merkmale
Die Samenorgane tragen ein bis zwei Samenanlagen pro Achse. Bei Toretzia fehlen Hochblätter, wie sie die verwandte Umaltolepis besitzt. Eine Cupula fehlt auch bei Toretzia. Ihre Samenanlagen sind anatrop. 
Zusammen mit den Samenorganen werden linealische bis bandartige Blätter der Gattung Pseudotorellia gefunden. Diese haben zwei bis mehrere undeutliche parallel verlaufende Adern.

## Verbreitung
Die Gattung Toretzia ist aus dem Rhaetium der Ukraine bekannt. Wahrscheinlich sind auch Vorkommen aus der Unterkreide (womöglich Aptium) von Heilongjiang.

## Systematik
Von Toretzia konnten bisher mehrere Arten rekonstruiert werden. Zhou (2009) nennt folgende: 
- Toretzia angustifolia: Samenorgane, die zusammen mit bandartigen Blättern an Kurzsprossen sitzen; aus der Obertrias des Donezbeckens, Ukraine
- Toretzia longiufolia: bandartige Blätter an Kurzsprossen aus der Obertrias des Donezbeckens
- Toretzia shunfaensis: Samenorgane, wahrscheinlich zu Pityophyllum-Blättern gehörig, aus der Unterkreide der Provinz Heilongjiang (China)

Typusart ist Toretzia angustifolia. 

## Belege
- Zhi-Yan Zhou: An overview of fossil Ginkgoales. In: Palaeoworld. Band 18, Nr. 1, 2009, S. 1–22, doi:10.1016/j.palwor.2009.01.001.
- Thomas N. Taylor, Edith L. Taylor, Michael Krings: Paleobotany. The Biology and Evolution of Fossil Plants. 2. Auflage. Academic Press, Amsterdam u. a. 2009, ISBN 978-0-12-373972-8, S. 752.